# Lenguas italo-celtas
Las lenguas italo-celtas son una hipótetica familia lingüística que incluye las lenguas itálicas y las lenguas celtas sobre la base de características compartidas por estas dos ramas y ninguna otra. Además, existe un importante número de cognados derivados directamente del protoindoeuropeo que son únicos entre estas lenguas.
Existe controversia sobre las causas de esas similitudes. Por lo general, se consideran innovaciones, probablemente desarrolladas después de la ruptura del protoindoeuropeo. También es posible que algunas de estas no sean innovaciones, sino características conservadoras compartidas; es decir, características originales del idioma protoindoeuropeo que han desaparecido en todos los demás grupos lingüísticos. Lo que se acepta comúnmente es que las características compartidas pueden ser consideradas como formas italo-celtas, ya que ciertamente son compartidas por las dos familias, y casi con certeza no son una coincidencia. El lusitano —una lengua indoeuropea de difícil clasificación— se ha relacionado entrechamente con las lenguas itálicas y con las celtas con lo cual también pertenecería a esta familia más amplia con una relación más cercana a las lenguas celtas según la proximidad geográfica. De la misma manera el antiguo idioma belga hablado por los belgae, podría ser otra lengua italo-celta que no es propiamente ni celta ni itálica.
En un estudio de 2002 de Ringe, Warnow, & Taylor, se mostró evidencia en favor de la hipótesis «italo-céltica». El académico neerlandés Frederik H. H. Kortlandt está trabajando con la relación italo-celta y en 2007 intentó la reconstrucción lingüística de un idioma proto-italo-celta.
De acuerdo con David W. Anthony, el origen de esta lengua ancestral «italo-celta» se encontraría en la actual Hungría alrededor del año 3100 a. C. en la cultura Jamna. A partir de entonces, en la cultura de Bell, que es también la original llanura húngara, con la expansión al oeste traería esta lengua a Baviera y a Austria, donde se convertiría en el proto-celta, mientras que el proto-itálico se formaría a partir de los dialectos «italo-célticos» que permanecieron en Hungría, hasta penetrar en Italia a finales del segundo milenio a. C.  en la cultura protovillanovense.

## Interpretaciones
La interpretación tradicional de los datos es que estos dos subgrupos de la familia de lenguas indoeuropeas están generalmente más relacionados entre sí que con las otras lenguas indoeuropeas. Esto podría implicar que descienden de un ancestro común, un proto-italo-celta que puede reconstruirse en parte mediante el método comparativo. Aquellos eruditos que creen que el proto-italo-celta fue una lengua histórica identificable estiman que se habló en el tercer o segundo milenio a. C. en algún lugar del centro-sur de Europa, o incluso que los pueblos itálicos y sus descendientes son simplemente pueblos celtas que se asentaron temprano en la península itálica pero que se separaron debido a que los etruscos los separaron de otros celtas. Esta hipótesis cayó en desgracia después de ser reexaminada por Calvert Watkins en 1966. Sin embargo, algunos académicos, como Frederik Kortlandt, continuaron interesados en la teoría. En 2002 un artículo de Ringe, Warnow y Taylor, empleando métodos computacionales como complemento a la metodología tradicional de subgrupos lingüísticos, argumentó a favor de un subgrupo italo-celta, y en 2007 Kortlandt intentó una reconstrucción de un proto-italo-celta. 
El apoyo enfático para un clado italo-celta provino del celtólogo Peter Schrijver en 1991. Más recientemente, Schrijver (2016) ha argumentado que la rama celta surgió en la península itálica como la rama del ítalo-celta para escindirse, con afinidades areales con el venético y el osco-umbro, e identificado arqueológicamente el proto-celta con la cultura Canegrate de la Edad del Bronce Final de Italia (c. 1300-1100 a. C). Schrijver defiende una etapa "proto-italocelta", que sugiere que se habló en "aproximadamente la primera mitad o mediados del segundo milenio a.C.", de la cual el celta se separó primero, y dentro del itálico primero el venético y por último el osco-umbro y el latino-falisco.
La rama itálica y especialmente la celta también comparten algunas características distintivas con la lengua hitita (una lengua anatólica) y las lenguas tocarias, sin embargo estas características son ciertamente arcaísmos protoindoeuropeos.

## Similitudes entre el itálico y el céltico
Entre las principales similitudes morfológicas están:
- La asimilación de *p a *kʷ o de *kʷ a *p. Este desarrollo obviamente es anterior a la pérdida de la * p en celta: (PIE 'kwid' > latín quid, español que, osco pid, venético kude irlandés cad, galés pa, lusitano puppid, PIE 'penkwe' > latín quinque, osco pumpe, venético quenke, irlandés cuig, galés pump, lusitano pumpi, en español la forma sin palatalización se encuentra en el número quince derivado).
- La asimilación de *gw a *b: (PIE 'gihwos y gwihwoths' > osco bivus y biitam, irlandés beo y beatha, galés byw y bywyd con el fonema -b (ver betacismo), en español vivo y vida.
- La formación de superlativos con reflejos del sufijo PIE * -ismo- (latín senex, senessimus "viejo, más antiguo", en español viejísimo, irlandés sen, sinem "viejo, más antiguo", osco mais, maimas "más, más"), donde en las demás ramas indoeuropeas derivan del superlativo -isto- en su lugar (sánscrito: urús, váriṣṭhas "amplio, más amplio", griego antiguo: καλός, κάλλιστος "hermoso, hermoso", nórdico antiguo rauðr, rauðastr "rojo, más rojo", así como en inglés "-est").
- El genitivo temático en -ī (dominus, dominī). Tanto en itálico (Popliosio Valesiosio, Lapis Satricanus) como en celta (lepontico -oiso, celtibero -o), también se han descubierto rastros del genitivo -osyo del protoindoeuropeo (PIE), un rasgo ancestral.
- El ā -subjuntivo. Tanto el itálico como el celta tienen un subjuntivo que desciende de un optativo anterior en -ā-. Tal optativo no se conoce en otras lenguas indoeuropeas.
- El colapso del aoristo PIE y perfecto en un solo tiempo pasado. En ambos grupos, este es un desarrollo relativamente tardío.
- Conservación de la -r pasiva de la conjugación.
- El italo-celta también retiene conjugaciones gramaticales, vocabulario y sufijos que solo se comparten con las lenguas anatolias y las lenguas tocarias, las más conservadoras del protoindoeuropeo, pero también comparte otros aspectos con las demás ramas del indoeuropeo.

Desde el punto de vista lingüístico, las lenguas italo-celtas son uno de los grupos más conservacionistas del protoindoeuropeo. Las lenguas italo-celtas fueron la tercera rama en separarse del protoindoeuropeo solo después de las extintas lenguas anatolias y las lenguas tocarias aun más conservacionistas. 
Para demostrar esta afirmación, Ringe-Warnow-Evans-Nakhleh usaron 292 caracteres (parámetros de comparación) y emplearon redes filogenéticas en lugar de árboles (bajo la hipótesis de homoplasia; es decir, detectar desarrollos independientes y préstamos lingüísticos) llegando a encontrar un soporte alto para el grupo italo-celta y como la tercera rama en separarse del protoindoeuropeo tal como se muestra en la siguiente red filogenética para las lenguas indoeuropeas. Las líneas rojas indican ramas de contacto lingüístico no estrechamente emparentadas:

## Comparación léxica
A continuación se muestra una lista de cognados heredados del protoindoeuropeo y su comparación léxica:
| Protoindoeuropeo | Lenguas itálicas | Lenguas itálicas | Lenguas itálicas | Lenguas celtas | Lenguas celtas | Lenguas celtas |
| Protoindoeuropeo | Protoitálico     | Latín            | Español          | Protocelta     | Galés          | Irlandés       |
| ---------------- | ---------------- | ---------------- | ---------------- | -------------- | -------------- | -------------- |
| *kápros          | *kapra           | capra            | cabra            | *gabros        | gafre          | gabhar         |
| *keh₂n-          | *kan-            | canere           | cantar           | *kaneti        | canu           | canadh         |
| *ḱr̥h₂wós         | *kerwos          | cervus           | ciervo           | *karwos        | carw           | cáirrfhiadh    |
| *ḱred dʰeh₁-     | *krezð-          | crēdere          | creer            | *kreddīti      | credu          | creid          |
| *gʷih₃wo-teh₂    | *gʷītā           | vīta             | vida             | *biwotūts      | bywyd          | beatha         |
| *gʷih₃wós        | *gʷīwos          | vīvus            | vivo             | *biwos         | byw            | beo            |
| *tawros          | *tawros          | taurus           | toro             | *tarwos        | tarw           | tarbh          |
| *gʷṓws           | *gʷōs            | bōs              | buey             | *bāus          | bwych          | bó             |
| *h₃rḗǵs          | *rēks            | rēx              | rey              | *riks          | rhi            | rí             |
| *krépos          | *korpos          | corpus           | cuerpo           | *korpos        | corff          | corp           |
| *ǵʰortós         | *xortos          | hortus           | huerto           | *gortos        | garth          | gort           |
| *déh₃nom         | *dōnom           | dōnum            | don              | *dānus         | dawn           | dán            |
| *mr̥twós          | *mortwos         | mortuus          | muerto           | *marwos        | marw           | marbh          |
| *ḱh₂d-           | *kad-            | cadere           | caer             | *kaseti        | cesair         | casúr          |
| *mh₂én-          | *manos           | manus            | mano             | *menos         | mawn           | móin           |
| *terseh₂         | *terzā           | terra            | tierra           | *tīros         | tir            | tír            |
| *h₂éwis          | *awis            | avis             | ave              | *awyetos       | hwyad          | aoi            |
| *h₃erdʰ-         | *arðōs           | arbor            | árbol            | *ardwos        | ardd           | ardd           |
| *bʰrónts         | *fronts          | frōns            | frente           | *balni-        | blaen          | blaen          |
| *h₂ŕ̥tḱos         | *orssos          | ursus            | oso              | *artos         | arth           | -              |
| *h₂óḱris         | *okris           | ocris            | medio(ocre)      | *okris         | ochr           | achar          |
| *h₁entér         | *enter           | inter            | entre            | *enter         | ythr           | idir           |
| *ḱóm             | *kom             | cum              | con              | *kom           | cyn            | cuma           |
| *ḱwṓ(n)          | kō(n)            | canis            | can              | *kū            | ci             | cú             |
| *Hróth₂eh₂       | *rotā            | rota             | rueda            | *rotos         | rhod           | roth           |
| *dyḗws           | *djous           | dies             | día              | *diyos         | dydd           | dia            |
| *h₃ókʷ-          | *okʷelos         | oculus           | ojo              | *enīkʷos       | wyneb          | oineach        |
| *sewg-           | *soukos          | sūcus            | jugo             | *sūgos         | sudd           | sú             |
| *gʰeb            | *xabeo           | habere           | haber            | *gabyeti       | gafael         | gabh           |
| *bars-           | *far-            | farina           | harina           | *baras         | bara           | aran           |
| *tr̥h₂-n̥ts        | *trānts          | trans            | tras             | *trastns       | tra            | trasna         |
| *bʰleh₃-s        | *floza           | flora            | flora            | *blatos        | blodyn         | blath          |
| *kebh-           | *kaballos,       | caballus         | caballo          | *kabalos       | ceffyl         | capall         |
| *h₁éḱwos         | *ekwos           | equus            | yegua            | *ekwos         | ebol           | each           |
| *koḱs-           | *koksa           | coxa             | cuja             | *koksa         | coes           | cos            |
| *mori            | *mari            | mare             | mar              | *mori          | môr            | muir           |
| ḱéy-wos          | *keiwis          | cīvis            | ciudadano        | *kedoti        | cwyddaw        | cathair        |
| *kl̥h₂dʰh₁-       | (*gladyos)       | gladius          | gladio           | *kladiwos      | cleddyf        | claíomh        |
| *h₂r̥ǵn̥tóm        | *argentom        | argentum         | argento          | *argantom      | arian          | airgead        |

## Numerales
| PROTO- INDOEUROPEO | Lenguas itálicas | Lenguas itálicas | Lenguas itálicas | Lenguas itálicas | Lenguas itálicas | Lenguas celtas | Lenguas celtas   | Lenguas celtas  | Lenguas celtas   | Lenguas celtas |
| PROTO- INDOEUROPEO | PROTO- ITÁLICO   | Latín arcaico    | Falisco antiguo  | Osco antiguo     | Umbro antiguo    | PROTO- CELTA   | PROTO- GOIDÉLICO | Paleo- irlandés | PROTO- BRITÓNICO | Galo           |
| ------------------ | ---------------- | ---------------- | ---------------- | ---------------- | ---------------- | -------------- | ---------------- | --------------- | ---------------- | -------------- |
| *oinos             | *oinos           | *ounos           | *oino            | *uinus           | *uns             | *oinos         | *oin             | *oēn            | *oinan           | *oinos         |
| *dwō               | *dwō             | *dwō             | *dwō             | *dus             | *duf             | *dwāu          | *dā              | *da             | *daw             | *dwi           |
| *treyes            | *treies          | *trēs            | *tri             | *trís            | *trif            | *trī           | *trī             | *trī            | *trī             | *tri           |
| *kʷetwor           | *kʷetwor         | *kʷatwor         | *kʷetwor         | *petiur          | *petur           | *kʷetwar       | *cethair         | *qethair        | *petwar          | *petwar        |
| *penkʷe            | *kʷenkʷe         | *kʷinkʷe         | *kʷinkʷe         | *pompe           | *pumpe           | *kʷenkʷ(e)     | *qwĩk            | *cōic           | *pemp            | *pinp          |
| *swéḱs             | *seks            | *seks            | *seks            | *sehs            | *sehs            | *swēχ          | *sēχ             | *sē             | *χwēχ            | *sweχ          |
| *septm             | *septem          | *septem          | *septem          | *seftem          | *sehtem          | *seχtam        | *seχt            | *seχt           | *seχt            | *seχtam        |
| *h₁oḱtṓw           | *oktō            | *oktō            | *okto            | *uhto            | *ohto            | *oχtū          | *oχt             | *oχt            | *oχt             | *oχto          |
| *h₁néwn̥            | *nowem           | *nowem           | *nowem           | *nuwem           | *nowem           | *nowan         | *noī             | *noī            | *naw             | *naw           |
| *deḱm              | *dekem           | *dekem           | *dekem           | *dekem           | *dekem           | *dekam         | *dek             | *deik           | *dek             | *decam         |

## Comparación de frase

### Italo-celta
Irlandés: Thug an beo dán do na mairbh. Chuaigh sé ag canadh leis na cáirrfhiadh, an bhó, an tarbh, an gabhar, an cú agus an asal. Creideann an capall agus an ardd sa beatha, sa talamh agus san muir. Mar atá claíomh an rí.
Galés: Roedd y byw yn rhoi dawn i'r meirw. Aeth i ganu i'r ceirw, y bwych, y tarw, yr gafr, y ci a'r arth. Mae'r ceffyl a'r ardd yn credu mewn bywyd, y tir a'r môr. Fel y mae cleddyf y rhi.
Latín: Vivus mortuo donum dedit. Usque cervo, bovi, tauro, caprae, cani atque urso cantabit. Caballus et arbor in vitam atque terram et mare credunt. Quam regis gladium est.
Español: El vivo le dio un don al muerto. Se fue a cantarle al ciervo, el buey, el toro, la cabra, el can y el oso. El caballo y el árbol creen en la vida, la tierra y el mar. Como es el gladio del rey.

### Otras lenguas indoeuropeas
Alemán: Die Lebenden gaben den Toten ein lustiges. Er ging, um dem Hirsch, der Kuh, dem Stier, der Ziege, dem Hunde und dem Bären zu singen. Das Pferde und der Bäume glauben an das Leben, das Land und das See. Wie ist das Schwert des Königs.
Albanés: Të gjallët i dhanë të vdekurit një dhuratë. Ai shkoi për t’i shëduar drerit, lopës, demit, dhisë, qentë dhe bariut. Gomari dhe pema besojnë në jebë, tokë dhe det. Siç është shuet e mbretit.
Polaco: Żywi dawali śmieszność zmarłym. Poszedł zaśpiewać jelenia, krowy, byka, kozy, psa i niedźwiedzia. Koń i drzewo wierzą w życie, ziemię i morze. Jak miecz króla.